# Santa María la Real de Nieva
Santa María la Real de Nieva és un municipi de la província de Segòvia, a la comunitat autònoma de Castella i Lleó.

## Demografia
| 1991 | 1996 | 2001 | 2004 |
| ---- | ---- | ---- | ---- |
| 1507 | 1545 | 1413 | 1322 |